# Achille Dartois
Achille Dartois (Achille d’Artois, Louis Charles Achille d’Artois de Bournonville; * 17. März 1791 in Beaurains-lès-Noyon; † 2. Dezember 1868 in Versailles) war ein französischer Librettist.

## Leben und Wirken
Dartois war während der Herrschaft der Hundert Tage 1815 Leibwächter des vor Napoleon Bonaparte nach Gent geflüchteten Königs Ludwig XVIII. Er war – vor allem an der Opéra-Comique – ein überaus erfolgreicher und produktiver Librettist. Sein Le Coq de village nach Charles-Simon Favart und komponiert von Charles-Frédéric Kreubé allein wurde mehr als einhundertmal aufgeführt.

## Libretti
- Le Pacha de Suresne (mit Emmanuel Théaulon), 1811
- Les Perroquets de la Mère Philippe (mit Armand d’Artois), 1818
- Le Père et le Tuteur (mit Théodore d’Artois), 1822
- La Pauvre Fille (mit Michel Dieulafoy), 1823
- Alfred, 1824
- Les Deux Officiers, 1824
- Les Châtelaines, 1825
- L'Exilé, 1825
- Le Caleb de Walter Scott, 1827
- Les Brioches à la mode (mit Théophile Marion Dumersan), 1830
- L'Amphigouri (mit Nicolas Brazier), 1831
- La Prima Donna, 1832
- Le Mort fiancé (mit Henri de Tully), 1834
- La Femme qui se venge (mit Adolphe d’Ennery), 1835
- Un mois de fidélité, 1835
- Jean-Jean don Juan (mit Charles Dupeuty), 1835
- Trois cœurs de femmes, 1836
- Une veuve de la Grande Armée (mit Emmanuel Théaulon), 1841